# L.R. Vicenza
L.R. Vicenza, zkráceně jen Vicenza je italský fotbalový klub hrající v sezóně 2024/25 ve 3. italské fotbalové lize sídlící ve městě Vicenza z provincie Benátsko.
Založen byl 9. března 1902 skupinou občanů v čele s profesorem Tito Buyem, ředitelem střední školy, a učitelem tělesné výchovy Antoniem Scarpou. Klub je jedním z nejstarších italských fotbalových klubů. První zápasy se konaly dne 18. května 1903 v přátelském utkání proti provinčních školám.
Již v sezoně 1910/11 hraje v nejvyšší soutěži a dostává se do finále soutěže. Prohrává ve finále 0:2 na zápasy s klubem SG Pro Vercelli. Sezona 1920/21 je 22 let poslední účastí v nejvyšší soutěži. Mezi tím hraje často ve druhé lize, ale i jednu sezonu hraje ve čtvrté.
Sezona 1942/43 je návratem do nejvyšší soutěže. Po válce se klub v sezoně 1946/47 umístil na 5. místě. Příští sezoně ale sestoupil. Dne 26. června 1953 klub koupí velká společnost Lanerossi (textilní společnost) a klub se tak přejmenuje na Associazione Calcio Lanerossi Vicenza. Společnost bude v klubu až do roku 1990. Klub se stabilizuje a posiluje dobrými fotbalisty. Od sezony 1955/56 až do sezony 1974/75 hraje klub v nejvyšší soutěži a nejlepšího umístění je 6. místo (1963/64 a 1965/66). Nejlepším střelcem ligy je Luís Vinício (25 branek).
Klub se dočká velkého úspěchu v sezoně 1977/78, když obsadí 2. místo a zajistí si účast v Poháru UEFA. Jenže v následující sezoně sestoupí a v sezoně 1980/81 hraje dokonce třetí ligu.
Od sezony 1990/91 je klub vlastněn již Carbonarem. Klub se vrací do nejvyšší soutěže v sezoně 1995/96 a umístí se na 9. místě. V příští sezoně vyhrává klub domácí pohár a získává tak poprvé cennou trofej. O trofej domácího superpoháru prohrává, ale v poháru PVP se dostává do semifinále.
Mezitím se v létě roku 1997 rozhodla ropná společnost English National Investment Company koupit většinu klubu. A tak se Vicenza stala prvním klubem v Itálii, který měl zahraniční vlastnictví. Poté přišel sestup a poslední sezonu v nejvyšší soutěži odehráli 2000/01.
V prosinci 2004 se společnost vrátila do rukou místních podnikatelů a jmenování Sergio Cassingena za prezidenta. Špatné výsledky byli i ve druhé lize a také ve třetí lize. Velké dluhy klubu došli tak daleko že byl v roce 2018 vyhlášen bankrot. Nový klub se zrodil díky podnikateli Rossovi který vlastnil klub Bassano Virtus 55 Soccer Team. Oba kluby spojil a dal název L.R. Vicenza Virtus a získal tak status dědice historické fotbalové tradice Vicenza Calcio.
Sezonu Serie C 2019/20 vyhrál a postoupil do druhé ligy, kterou hrál do sezony 2021/22.

## Změny názvu klubu
- 1902/03 – 1907/08 – ADC In Vicenza (Associazione Del Calcio In Vicenza)
- 1908/09 – 1927/28 – ADC Di Vicenza (Associazione Del Calcio Di Vicenza)
- 1928/29 – 1931/32 – AC Vicenza (Associazione Calcio Vicenza)
- 1932/33 – 1944/45 – AFC Vicenza (Associazione Fascista Calcio Vicenza)
- 1945/46 – 1952/53 – AC Vicenza (Associazione Calcio Vicenza)
- 1953/54 – 1966/67 – AC Lanerossi Vicenza (Associazione Calcio Lanerossi Vicenza)
- 1967/68 – 1989/90 – SS Lanerossi Vicenza (Società Sportiva Lanerossi Vicenza)
- 1990/91 – 2017/18 – Vicenza Calcio (Vicenza Calcio)
- 2018/19 – 2020/21 – L.R. Vicenza Virtus (L.R. Vicenza Virtus)
- 2021/22 – L.R. Vicenza (L.R. Vicenza)

## Získané trofeje

### Vyhrané domácí soutěže
- 2. italská liga (3×)

1954/55, 1976/77, 1999/00
- 3. italská liga (2×)

1939/40, 2019/20
- Italský pohár (1×)

1996/97

#### Medailové umístění
| Medaile umístění   | Sezona           |
| ------------------ | ---------------- |
| Serie A            | 1910/11, 1977/78 |
| Italský pohár      | 1996/97          |
| Italský superpohár | 1997             |

## Účast v ligách
| Úroveň soutěže | Název soutěže (nynější název) | První hraná sezona | Poslední hraná sezona | celkem odehraných sezon |
| -------------- | ----------------------------- | ------------------ | --------------------- | ----------------------- |
| 1              | Serie A                       | 1910/11            | 2000/01               | 36                      |
| 2              | Serie B                       | 1922/23            | 2021/22               | 40                      |
| 3              | Serie C                       | 1926/27            | 2024/25               | 28                      |
| 4              | Serie D                       | 1929/30            | 1929/30               | 1                       |

Historická tabulka Serie A od sezony 1929/30 do 2023/24.
| Celkové místo | Odehraných sezon | Celkem bodů | Celkem zápasů | Celkem výher | Celkem remíz | Celkem proher | Celkové skore |
| ------------- | ---------------- | ----------- | ------------- | ------------ | ------------ | ------------- | ------------- |
| 18            | 30               | 943         | 986           | 296          | 300          | 390           | 1014:1261     |

## Fotbalisti

### Historické statistiky
| Počet utkání | Počet utkání       | Počet utkání |  | Počet branek | Počet branek      | Počet branek |
| Pořadí       | Jméno              | Počet        |  | Pořadí       | Jméno             | Počet        |
| 1.           | Stefano Giacomelli | 356          |  | 1.           | Stefan Schwoch    | 81           |
| 2.           | Giulio Savoini     | 335          |  | 2.           | Bruno Quaresima   | 79           |
| 3.           | Luigi Menti        | 334          |  | 3.           | Luís Vinício      | 71           |
| 4.           | Giorgio Sterchele  | 298          |  | 4.           | Paolo Rossi       | 66           |
| 5.           | Renato Faloppa     | 290          |  | 5.           | Massimo Margiotta | 55           |

### Rekordní přestupy
| Nákup  | Nákup             | Nákup     | Nákup         | Nákup          |  | Prodej | Prodej              | Prodej    | Prodej  | Prodej         |
| Pořadí | Jméno             | sezona    | klub          | částka         |  | Pořadí | Jméno               | sezona    | klub    | částka         |
| 1.     | Massimo Margiotta | 2001/2002 | Udinese       | 3,6 mil. Euro  |  | 1.     | Mohamed Kallon      | 2001/2002 | Inter   | 13 mil. Euro   |
| 2.     | Stjepan Tomas     | 2000/2001 | Dinamo Záhřeb | 3 mil. Euro    |  | 2.     | Lamberto Zauli      | 2001/2002 | Boloňa  | 6 mil. Euro    |
| 3.     | Paolo Rossi       | 1978/1979 | Juventus      | 2,65 mil. Euro |  | 3.     | Marcelo Otero       | 1999/2000 | Sevilla | 6 mil. Euro    |
| 4.     | Francesco Urso    | 2015/2015 | Cesena        | 2 mil. Euro    |  | 4.     | Luca Toni           | 2001/2002 | Brescia | 5 mil. Euro    |
| 5.     | Carlo Pinsoglio   | 2011/2012 | Juventus      | 1,5 mil. Euro  |  | 5.     | Gabriele Ambrosetti | 1999/2000 | Chelsea | 4,89 mil. Euro |

### Na velkých turnajích

#### Účastníci Mistrovství světa
- Paolo Rossi (MS 1978)
- Stjepan Tomas (MS 2002)

#### Účastníci Copa América
- Massimo Margiotta (CA 2004)

#### Účastníci Olympijských her
- Luigi Sartor (OH 1996)
- Fabio Firmani (OH 2000)